# Kim Kristensen (fodboldspiller)
 Der er flere personer med dette navn, se Kim Kristensen.
Kim Kristensen (født 10 januar 1975) er en tidligere dansk fodboldspiller og -træner, der er cheftræner for Holstebro Boldklub.
Kim Kristensen var en teknisk dygtig og kreativ midtbanespiller, der havde et godt blik for spillet. På banen var han en ledertype, der tog ansvar og gik forrest.
Han har tidligere trænet bl.a Ringkøbing IF og 1. divisonsklubben Skive IK.

## Spillerkarriere
Frem til sommeren 2008 spillede Kim Kristensen for Vejle Boldklub i den danske 1. division. Han har tidligere spillet for bl.a. Brøndby IF, FC Midtjylland, Herfølge Boldklub og Boldklubben Frem og har mange Superligakampe på cv'et.

## Trænerkarriere
Kristensen blev i februar 2018 ny assistenttræner i Holstebro Boldklub. I juli 2018 blev han cheftræner.